# NGC 7355
NGC 7355 is een spiraalvormig sterrenstelsel in het sterrenbeeld Kraanvogel. Het hemelobject werd op 1 september 1834 ontdekt door de Britse astronoom John Herschel.

## Synoniemen
- ESO 406-6
- PGC 69587